# Alchemilla gymnopoda
Alchemilla gymnopoda är en rosväxtart som beskrevs av A. Plocek. Alchemilla gymnopoda ingår i släktet daggkåpor, och familjen rosväxter. Inga underarter finns listade i Catalogue of Life.